# 科朗 (约讷省)
科朗（法語：Collan，法語發音：[kɔlɑ̃]）是法国勃艮第-弗朗什-孔泰大区约讷省的一个市镇，属于阿瓦隆区。

## 地理
科朗（47°50'33"N, 3°52'32"E）面积13.16 平方千米，位于法国勃艮第-弗朗什-孔泰大區约讷省，该省份为法国中北部内陆省份，西接卢瓦雷省，西北接塞纳-马恩省，南至涅夫勒省，东临科多尔省，东北与奥布省接壤。
与科朗接壤的市镇（或旧市镇、城区）包括：韦扎讷、沙布利、迪耶、弗莱、马利尼、塞里尼、蒂塞。

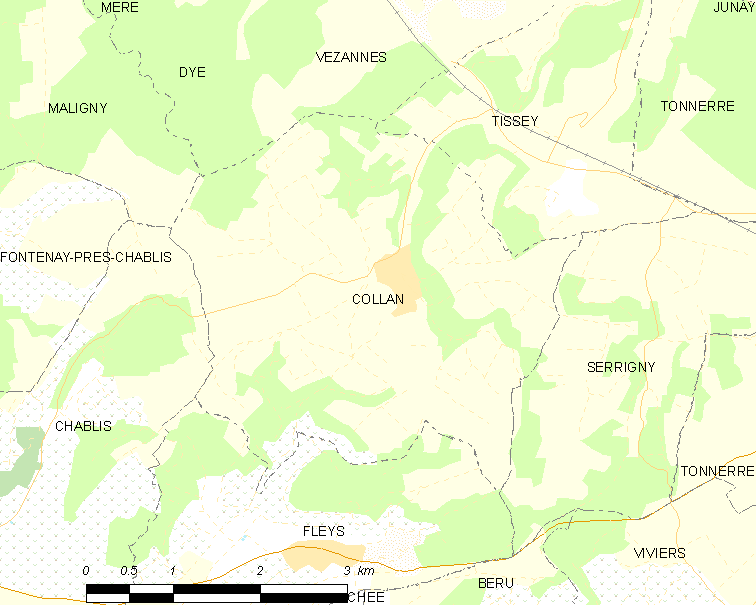
的OSM定位图

科朗的时区为UTC+01:00、UTC+02:00（夏令时）。

## 行政
科朗的邮政编码为89700，INSEE市镇编码为89112。

## 政治
科朗所属的省级选区为托内鲁瓦县。

## 人口

1962-2008年间人口变化图示

科朗于2022年1月1日时的人口数量为156人。